# Chiesa di San Pietro Apostolo (Concordia sulla Secchia)
La chiesa di San Pietro Apostolo è la parrocchiale a Fossa di Concordia, frazione di Concordia sulla Secchia, in provincia di Modena. Appartiene alla zona pastorale 7 della diocesi di Carpi e la sua costruzione risale al XVII secolo.

## Storia
Già presente nel XIII secolo, la chiesa di San Pietro apostolo in Fossa venne eretta a parrocchia nel 1463.
Il primo parroco di cui si hanno informazioni fu Sacripante Pedoca. Ludovico II Pico della Mirandola fece fondere le campane della chiesa per ricavarne l'artiglieria per la difesa nell'assedio della Mirandola del 1551 posto dalle truppe di papa Giulio III. 
L'edificio fu rifatto nel 1675 su iniziativa del parroco Giacomo Barbieri e grazie ad un'elargizione di 5 000 scudi d'oro del duca Alessandro II Pico della Mirandola.
Nei secoli successivi gli arcipreti don Odolini e don Venturini ebbero la nomina di cancelliere del Sant'Uffizio per la sorveglianza contro le eresie.
Il 14 febbraio 1762 venne traslato presso la chiesa parrocchiale di San Pietro il corpo incorrotto di San Massimo, estratto dalle Catacombe di Priscilla a Roma su iniziativa del parroco Don Venturini, che fece realizzare all'interno della chiesa la cappella del santuario di San Massimo. Nel 1768 giunsero altre reliquie appartenenti a Santa Caterina, San Pellegrino, San Clemente, San Fortunato e San Celestino, provenienti dalla Catacomba di San Lorenzo a Roma.
La facciata neoclassica risale al 1871.

## Descrizione

### Esterno
La facciata a capanna in stile neoclassico è suddivisa in due ordini sormontati dal frontone triangolare. Nell'ordine inferiore si trova il portale di accesso architravato e incorniciato e in quello superiore la piccola finestra a monofora con arco a tutto sesto. Sotto il frontone è ripostata la scritta DIVO PETRO APOSTOLO DICATVM.

### Interno
Nella sala si conserva il corpo di San Massimo, martire durante l'impero di Diocleziano. La cappella santuario nella quale è conservato è meta di pellegrinaggi e di venerazione.